# Premiul Empire pentru cel mai bun film de groază
Empire Award for Best Horror (Premiul Empire pentru cel mai bun film de groază) este unul dintre Premiile Empire (en:Empire Awards) care sunt oferite anual de către revista britanică Empire.

## Câștigători și nominalizări
În lista de mai jos, câștigătorii sunt prezentați cu aldin, urmați de celelalte nominalizări.

### Anii 2000
| An          | Film                                              | Ref.  |
| ----------- | ------------------------------------------------- | ----- |
| 2006 (11th) | Coborâre întunecată                               | [ 1 ] |
| 2006 (11th) | Tărâmul morții                                    | [ 1 ] |
| 2006 (11th) | Cheia schelet                                     | [ 1 ] |
| 2006 (11th) | Traseul morții                                    | [ 1 ] |
| 2007 (12th) | Hostel                                            | [ 2 ] |
| 2007 (12th) | Târâtoarea                                        | [ 2 ] |
| 2007 (12th) | Dealuri însângerate                               | [ 2 ] |
| 2007 (12th) | Monstrul                                          | [ 2 ] |
| 2007 (12th) | Masacrul din Texas: Începuturile                  | [ 2 ] |
| 2008 (13th) | După 28 de săptămâni                              | [ 3 ] |
| 2008 (13th) | 30 Days of Night                                  | [ 3 ] |
| 2008 (13th) | Camera 1408                                       | [ 3 ] |
| 2008 (13th) | Death Proof                                       | [ 3 ] |
| 2008 (13th) | Puzzle mortal IV                                  | [ 3 ] |
| 2009 (14th) | Lacul Eden                                        | [ 4 ] |
| 2009 (14th) | Negura                                            | [ 4 ] |
| 2009 (14th) | Orfelinatul                                       | [ 4 ] |
| 2009 (14th) | Necunoscuții                                      | [ 4 ] |
| 2009 (14th) | Sweeney Todd: Bărbierul diabolic din Fleet Street | [ 4 ] |

### Anii 2010
| An          | Film                      | Ref.          |
| ----------- | ------------------------- | ------------- |
| 2010 (15th) | Let the Right One In      | [ 5 ] [ 6 ]   |
| 2010 (15th) | Drag Me to Hell           | [ 5 ] [ 6 ]   |
| 2010 (15th) | Paranormal Activity       | [ 5 ] [ 6 ]   |
| 2010 (15th) | Thirst                    | [ 5 ] [ 6 ]   |
| 2010 (15th) | Zombieland                | [ 5 ] [ 6 ]   |
| 2011 (16th) | The Last Exorcism         | [ 7 ]         |
| 2011 (16th) | A Nightmare on Elm Street | [ 7 ]         |
| 2011 (16th) | Let Me In                 | [ 7 ]         |
| 2011 (16th) | Paranormal Activity 2     | [ 7 ]         |
| 2011 (16th) | The Crazies               | [ 7 ]         |
| 2012 (17th) | Kill List                 | [ 8 ]         |
| 2012 (17th) | Attack the Block          | [ 8 ]         |
| 2012 (17th) | Insidious                 | [ 8 ]         |
| 2012 (17th) | Paranormal Activity 3     | [ 8 ]         |
| 2012 (17th) | Trollhunter               | [ 8 ]         |
| 2013 (18th) | The Woman in Black        | [ 9 ]         |
| 2013 (18th) | Dark Shadows              | [ 9 ]         |
| 2013 (18th) | Sightseers                | [ 9 ]         |
| 2013 (18th) | Sinister                  | [ 9 ]         |
| 2013 (18th) | The Cabin in the Woods    | [ 9 ]         |
| 2014 (19th) | The Conjuring             | [ 10 ]        |
| 2014 (19th) | A Field in England        | [ 10 ]        |
| 2014 (19th) | Evil Dead                 | [ 10 ]        |
| 2014 (19th) | World War Z               | [ 10 ]        |
| 2014 (19th) | You're Next               | [ 10 ]        |
| 2015 (20th) | Omul negru                | [ 11 ] [ 12 ] |
| 2015 (20th) | Annabelle                 | [ 11 ] [ 12 ] |
| 2015 (20th) | Oculus                    | [ 11 ] [ 12 ] |
| 2015 (20th) | The Guest                 | [ 11 ] [ 12 ] |
| 2015 (20th) | Pe sub piele              | [ 11 ] [ 12 ] |
| 2016 (21st) | The Hallow                | [ 13 ]        |
| 2016 (21st) | Crimson Peak              | [ 13 ]        |
| 2016 (21st) | Insidious: Chapter 3      | [ 13 ]        |
| 2016 (21st) | Pe urmele tale            | [ 13 ]        |
| 2016 (21st) | Krampus                   | [ 13 ]        |
| 2017 (22nd) | Vrăjitoarea               | [ 14 ]        |
| 2017 (22nd) | Under the Shadow          | [ 14 ]        |
| 2017 (22nd) | Green Room                | [ 14 ]        |
| 2017 (22nd) | Trăind printre demoni 2   | [ 14 ]        |
| 2017 (22nd) | Omul din întuneric        | [ 14 ]        |
| 2018 (23rd) | Fugi!                     | [ 15 ]        |
| 2018 (23rd) | Mamă!                     | [ 15 ]        |
| 2018 (23rd) | The Autopsy of Jane Doe   | [ 15 ]        |
| 2018 (23rd) | It                        | [ 15 ]        |
| 2018 (23rd) | Split                     | [ 15 ]        |